# Stadion Czernomorec w Burgasie
Stadion Czernomorec (bułg. Стадион Черноморец) – wielofunkcyjny stadion w Burgasie, w Bułgarii. Obiekt może pomieścić 2000 widzów. Swoje spotkania rozgrywają na nim piłkarze klubu PSFK Czernomorec Burgas, w przeszłości grywała na nim także piłkarska reprezentacja Bułgarii.